# René Vautier
René Vautier (Camaret-sur-Mer, 15 de gener de 1928 - Quimper, 4 de gener de 2015) va ser un realitzador i escenògraf francès.

## Biografia
Fill de pare obrer de fàbrica i de mare institutriu, a l'edat de quinze anys va realitzar les seves primera activitats militants en el si de la resistència. El 1943, als 16 anys, va ser responsable de l'agrupació de joves en el grup de René Madec. Va ser condecorat amb la Creu de Guerra; així mateix va ser citat en l'Orde de la Nació pel general Charles de Gaulle pels seus actes en la resistència durant l'any 1944.
Després d'efectuar els seus estudis secundaris en el Liceu de Quimper, es va diplomar en l'Institut des hautes études cinématographiques (IDHEC) el 1948, en la branca de realització.
Realitza el 1950 la seva primera pel·lícula, Afrique 50, que era un encàrrec de la Lliga de l'Ensenyament destinat a promoure la missió educativa de França en les seves colònies. Sobre la marxa, va canviar els objectius de la pel·lícula i va rodar la realitat que s'intentava ocultar, per la qual cosa la pel·lícula va ser prohibida durant més de quaranta anys. Va ser la primera cinta anticolonialista francesa, obra mestra del cinéma engagé, que li valdrà 13 acusacions i una condemna de presó, sent també condemnat el seu company Félix Houphouët-Boigny. Es tracta d'una condemna per violació del decret de Pierre Laval de 1934, per la qual cosa Vautier va ser empresonat a la Presó Militar de Saint-Maixent, prop de Niederlahnstein, a la zona francesa d'ocupació d'Alemanya. Surt al juny de 1952.
Afrique 50 va rebre la medalla d'or del festival de Varsòvia. Compromès a Àfrica en diversos rodatges, recorre el maquis algerià en unió de la guerrilla. És director del Centre Audiovisual d'Algèria de 1961 a 1965, i també secretari general dels Cinémas Populaires.
De tornada a França, funda el 1970 la Unité de production cinématographique Bretagne, amb la intenció de «filmar el país». El gener de 1973 comença una vaga de fam exigint «[…] la supressió de la facultat de la comissió de censura cinematogràfica de censurar pel·lícules sense esgrimir raons; i la prohibició, per a aquesta comissió, de demanar corts i negació de visats per motius polítics». Tindrà el suport de Claude Sautet, Alain Resnais i Robert Enrico. Al final d'aquesta vaga la llei va ser modificada. Funda el 1984 la productora independent «Images sans chaînes» (Imatges sense cadenes).

### Distincions i homenatges
- 1974: Homenatge especial del jurat de Film antiraciste pel conjunt de la seva obra
- 1998: Gran Premi de la Societat Civil d'Autors Multimedia (SCAM), pel conjunt de la seva obra
- 2000: Condecorat amb l'Ordre de l'Hermine[2] à Pontivy
- 2002: President d'honor de les Pantalles ciutadanes a l'Institut d'art et d'archéologie

## Filmografia

### Combat contre el capitalisme
- Un homme est mort (1944).
- Anneaux d'or, amb Claudia Cardinale (1956)
- Classe de lutte (1969)
- Transmission d'expérience ouvrière (1973)
- Quand la teva disais Valéry, amb Nicole Le Garrec (1975)

### Contre el colonialisme i particularment la guerra d'Algèria
- Afrique 50 (1950)
- Une nation, l'Algérie (1954)
- L'Algérie en flammes (1958)
- Un peuple en marche (1963)
- Avoir vingt ans dans les Aurès Premi International de la crítica del festival de Cannes 1972.

### Contre el racisme a França
- Els trois cousins (1970)
- Els Ajoncs (1971)
- Le Remords (1974)
- Vous avez dit: français? (1986)

### L'apartheid a Àfrica del Sud
- Le glas (1964)
- Frontline (1976)

### Contra la pol·lució
- Marée noire, colère rouge (1978)
- Mission pacifique (1988)
- Hirochirac (1995)

### L'extrema dreta francesa
- À propos de? l'autre détail (1985)
- Chateaubriand, mémoire vivante (1985)

### A favor de les dones
- Quand les femmes ont pris la colère (1977)

### Bretanya
- Mourir pour des images (1971)
- La cardi de Toujane (1974)
- Le Poisson commande (1976)
- Vacances en Giscardie (1980)